# Josip Landau
Josip Landau, bosanskohercegovački gospodarstvenik i aktivist. Živio je i radio u Sarajevu. Obnašao je ondje dužnost upravitelja osiguravajućeg društva "Sava". Bio je Židov, ali izrazito sklon hrvatskom nacionalizmu. Sa suprugom Albinom se vjenčao u katoličkoj crkvi, gdje su i krstili svoju djecu. Hrvatsku stvar je uvijek pomagao u svim hrvatskim patriotskim akcijama i sve hrvatske karitativne ustanove.
Povjerenik NDH za BiH u Sarajevu, rimokatolički svećenik Božidar Bralo, se zauzeo za njega čim je početkom rata stupio na svoju dužnost, te je dopisima od 26. travnja i 19. svibnja visokim ustaškim vlastima predložio da se Josipu i obitelji dodijeli počasno arijstvo.